# Yamatanoorochi

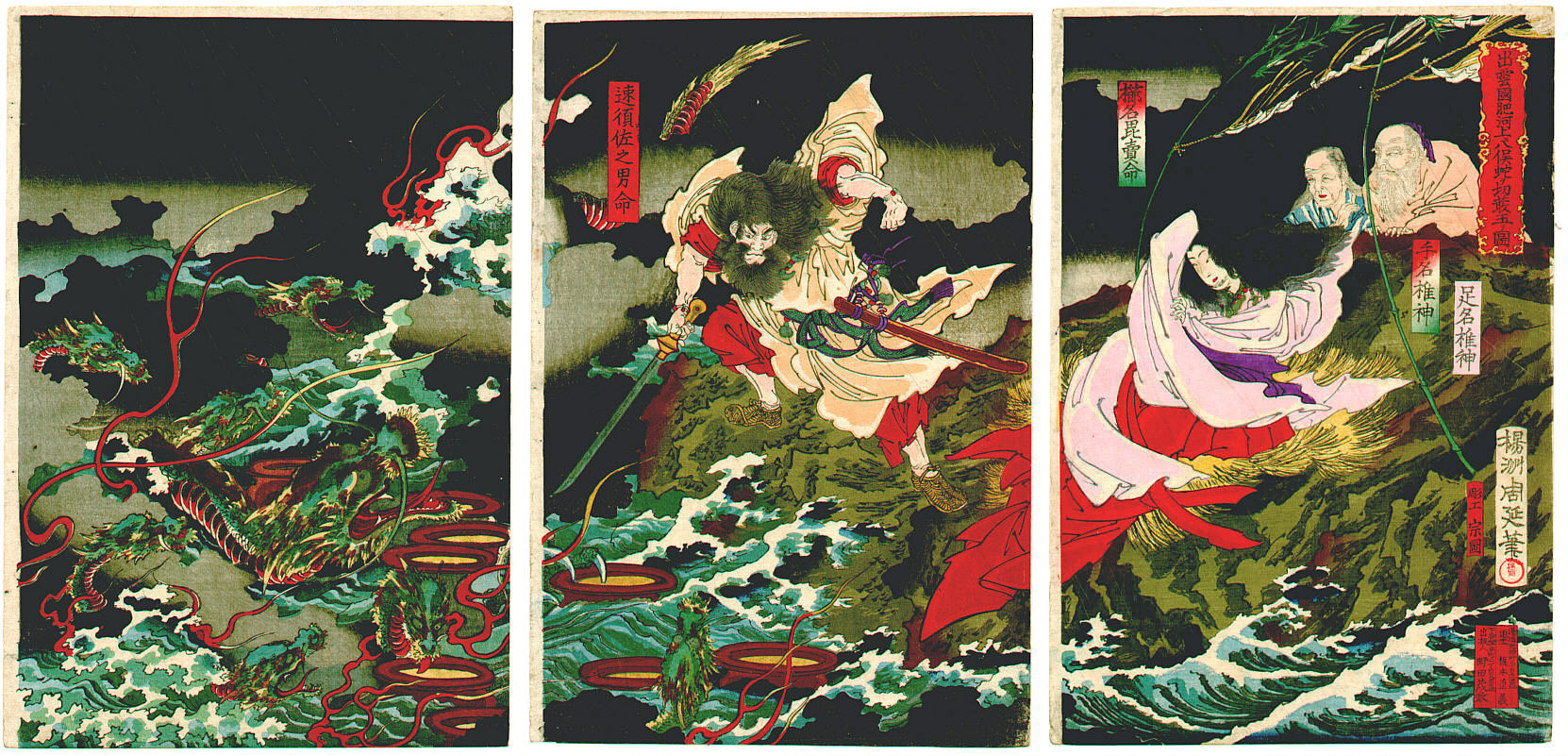
Susanoo erschlägt die Yamata no Orochi (ca. 1870, Chikanobu Toyohara)

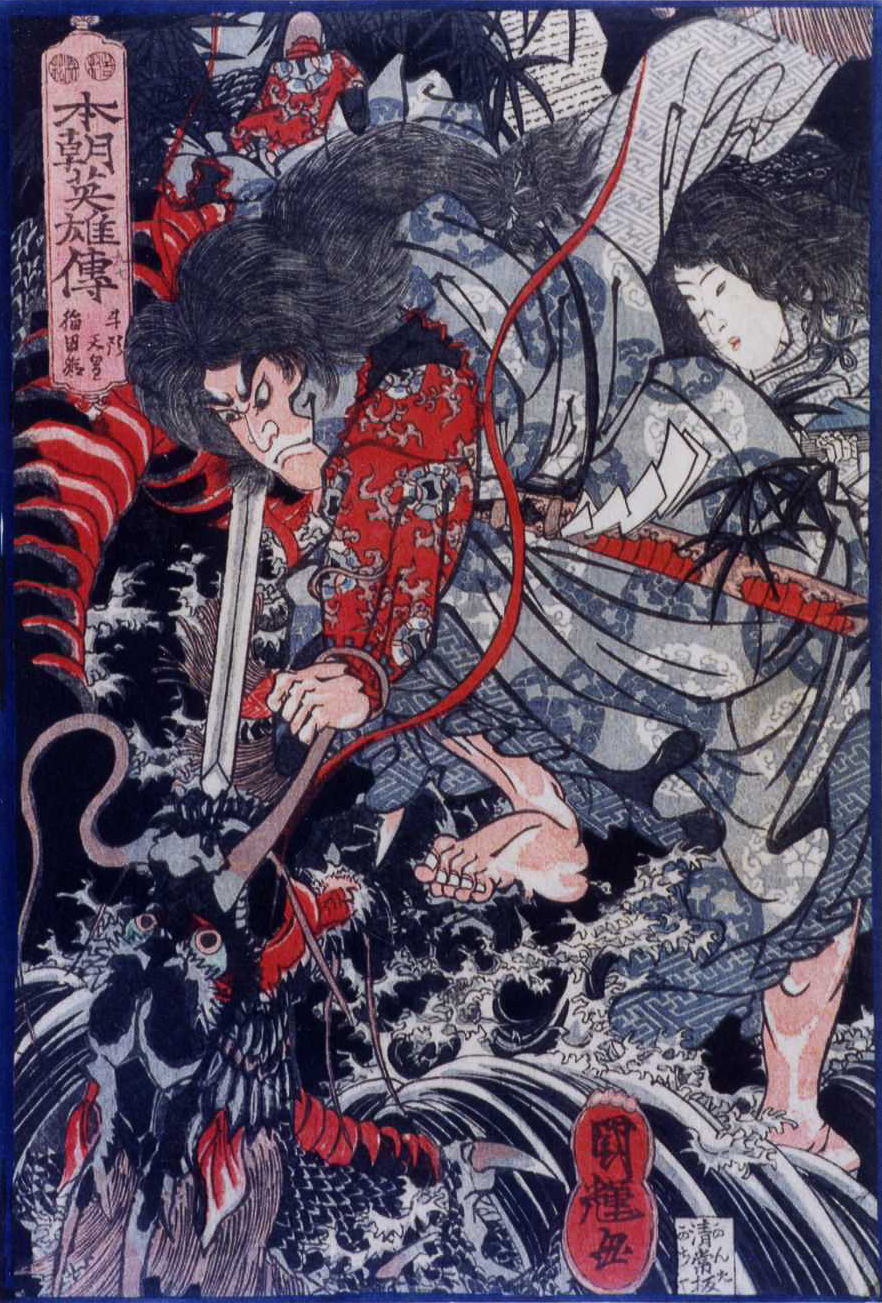
Susanoo bekämpft den achtköpfigen Drachen Yamata no Orochi in einem japanischen Mythos (Bild von Utagawa Kuniteru)

Yamata no Orochi (japanisch ヤマタノオロチ; Kojiki: 八岐遠呂智; Nihonshoki: 八岐大蛇) ist ein Drache aus der Mythologie des Shintō. Sein Name bedeutet der Übersetzung von Karl Florenz zufolge „Achtgabelige Riesenschlange“.
Nach seiner Verbannung aus den Himmelsgefilden (Takamanohara) stieg Susanoo nach Tori-kami hinab und traf nach einiger Zeit am Fluss Hi auf ein altes, weinendes Ehepaar mit einem Kind zwischen sich. Der alte Mann stellte sich als Sohn des Ōyamatsumi vor, Ashinazuchi mit Namen. Seine Frau hieße Tenazuchi und das Kind Kushinadahime (in alternativen Versionen des Nihonshoki ist Kushinadahime zu diesem Zeitpunkt noch nicht geboren).
Auf die Frage nach dem Grund ihrer Trauer erzählte Tenazuchi Susanoo, dass er ursprünglich acht Töchter gehabt habe. Aber die achtgablige Riesenschlange sei jedes Jahr gekommen und habe eine von ihnen gefressen. Da nun die Zeit gekommen sei, dass die Schlange wiederkäme, würden sie weinen. Auf Susanoos Frage nach der Gestalt antwortet Ashinazuchi ihm: „Ihre Augen sind [rot wie] Blasenkirschen und an ihrem einen Leibe hat sie acht Köpfe und acht Schwänze. Außerdem wachsen auf ihrem Körper Moos [(koke)] und auch Zypressen [(Hinoki)] und Kryptomerien. Ihre Länge reicht über acht Täler und acht Hügel, und wenn man ihren Bauch betrachtet, so ist er überall beständig blutig (und) entzündet.“ 
Auf das Versprechen Ashinazuchis hin, ihm seine Tochter zu geben, entwickelt Susanoo eine List, die er das alte Ehepaar vorbereiten lässt: Er befiehlt ihnen, achtfach gebrauten Sake zu brauen, einen Zaun mit acht Toren zu bauen und an jedem der Tore acht erhöhte Gestelle zusammenzubinden. Auf jedes Gestell soll dann ein Gefäß mit dem achtfach gebrauten Sake gestellt werden.
Nachdem Ashinazuchi und Tenazuchi so getan hatten, kam die achtgabelige Riesenschlange, trank mit ihren Köpfen von allen Gefäßen und fiel gleich darauf betrunken in tiefen Schlaf (in einer alternativen Nihonshoki-Version flößt Susanoo der Schlange selbst den Sake ein). Daraufhin erschlug Susanoo den Drachen mit seinem zehn Handbreit langen Schwert (ein tsurugi) und färbte dadurch den Hi rot mit Blut. Beim Zerhauen des mittleren Schwanzes schlug Susanoo sich sein Schwert schartig und fand darauf das 'Grasmähe'-Schwert (kusanagi-no-tachi, später eine der drei Throninsignien Japans).
Der Kampf Susanoos gegen Yamatanoorochi ist ein oft diskutiertes Thema der japanischen Mythologie und dient in vielen Shintō-Schreinen als Anlass für Feierlichkeiten. Unter den vielen Interpretationen besagt eine, der Name des Kindes Kushi(i)nadahime sei eine Anspielung auf Reisfelder und die Schlange der Fluss Hi selbst, ihre Bezwingung durch Susanoo also zu verstehen als Nutzbarmachung der wilden Natur für landwirtschaftliche Zwecke. Eine andere, von Jean Herbert vertretene, Ansicht fußt auf Yamatanoorochi als Personifikation der irdischen Kräfte, derer sich Ashinazuchi und Tenazuchi, zwei himmlische Kami, nicht erwehren können, weil sie selber nur irdische Kräfte anwenden. (Dies basiert auf ihren Namen, die „Fuß-streichelnder Alter“ und „Hand-streichelnde Alte“ bedeuten, bei Florenz jedoch einen Hinweis auf ihre körperliche Zärtlichkeit ihrem Kind gegenüber darstellen.) Ebenfalls signifikant in einem esoterischen Sinn ist die auffallend oft vorkommende Zahl Acht, die auch nach dieser Episode beim Bau des Palastes von Susanoo wieder auftaucht (im Kojiki ganze 50 mal). Die genaue Bedeutung dieser Zahl ist allerdings umstritten und wird meist als „viel“ übersetzt. Acht könnte z. B. ein Symbol für Vollkommenheit, Unendlichkeit oder Heiligkeit sein oder sich auch auf die Himmelsrichtungen der acht Trigramme beziehen.